# Pyrgoniscus lanceolatus
Pyrgoniscus lanceolatus là một loài chân đều trong họ Armadillidae. Loài này được Ferrara miêu tả khoa học năm 1977.